# Digital Minds
Digital Minds foi um podcast brasileiro fundado em outubro de 2004. Foi notável por ter sido o primeiro podcast do Brasil.

## História
Criado com base no blog homônimo, criado por Danilo Medeiros em 1999, teve seu primeiro episódio lançado em 20 de outubro de 2004. Segundo Danilo, o primeiro episódio foi lançado no dia 20, mas registrado no feed RSS no dia 21. O podcast surgiu após o apresentador saber do surgimento de podcasts no exterior, ainda em 2004, e por uma relação de infância com o rádio.
O podcast misturava vários temas, entre eles tecnologia, música e cultura geek.
O último episódio do Digital Minds foi lançado em 22 de agosto de 2006.
Em 2017, Danilo Medeiros chegou a publicar um outro podcast chamado Digitalminds Podcast 2.0, que teve três episódios e, tempos depois, removido.